# USS LST-412
O USS LST-412 foi um navio de guerra norte-americano da classe LST que operou durante a Segunda Guerra Mundial.